# Haechan
Lee Dong-hyeok (hangul: 이동혁; Seúl, 6 de junio de 2000), más conocido por su nombre artístico Haechan (hangul: 해찬), es un cantante y bailarín surcoreano. Forma parte del grupo masculino surcoreano NCT, así como también es el vocalista principal y bailarín de las subunidades NCT 127, NCT Dream y NCT U.

## Primeros años
Haechan nació el 6 de junio de 2000 en Seúl, Corea del Sur. Al cumplir 7 años, se mudó a la isla de Jeju, en la cual permaneció hasta que tenía 12 años. En 2013, mientras estaba en su primer año de secundaria, fue admitido en SM Entertainment, lugar en el que permaneció tres años y medio como aprendiz hasta su debut con NCT.

## Carrera

### Predebut
El 17 de julio de 2014 fue revelado como miembro de SM Rookies, bajo su nombre real Dong-Hyeok. Mientras estaba en SM Rookies, participó en el SMTOWN World Live Tour IV, realizado entre 2014 y 2015, así como también en varios episodios de Mickey Mouse Club.

### 2016: Debut en NCT, NCT 127 y NCT Dream
En 2016, SM Entertainment confirmó el debut del grupo NCT, así como también de su segunda subunidad, NCT 127. Haechan realizó su debut en el grupo con la canción Fire Truck  el 7 de julio.
Al mes siguiente del debut de NCT 127, SM Entertainment anunció el debut de una nueva subunidad para NCT, NCT Dream, compuesta por los siete miembros más jóvenes de NCT, incluyendo a Haechan. Debutó el 24 de agosto de 2016 con el sencillo Chewing Gum.

### 2017-2018:NCT 2018
En enero de 2018, SM Entertainment presentó NCT 2018, un grupo proyecto de NCT. El 14 de marzo de 2018, Haechan participó del álbum Empathy de NCT 2018, participando en las canciones hechas por NCT 127 y NCT Dream, así como también en la canción principal Black On Black. El 11 de agosto de 2018, Haechan realizó una presentación especial bajo NCT U en Show! Music Core, haciendo un cover de I Wanna Be A Celeb de Celeb Five.
El 19 de diciembre, SM Entertainment anunció que Haechan sufrió una lesión mientras ensayaba para sus presentaciones, a lo cual le fue diagnosticado una fractura en la tibia. Debido a esto, Haechan pausó sus actividades con el grupo hasta su recuperación en mayo de 2019.
El 31 de diciembre, NCT Dream lanzó el sencillo Candle Light, para el proyecto SM Station X. Haechan estuvo presente tanto en la canción como en el videoclip dado que estos fueron grabados previamente a que SM Entertainment anunciase su hiatus.

### 2019: Recuperación y debut en NCT U
El 26 de enero de 2019, NCT 127 comenzó su primera gira mundial, Neo City - The Origin. Haechan no participó de la primera parte de la gira debido a su fractura. A pesar de su hiatus, Haechan participó en el lanzamiento del sencillo japonés Wakey Wakey. El 24 de mayo, NCT 127 lanzó We Are Superhuman, junto a su pista principal Superhuman, marcando el regreso de Haechan a las promociones.
El 13 de diciembre, Haechan debutó bajo NCT U con la canción Coming Home, para el proyecto SM Station.

### 2020-2021:NCT 2020yNCT 2021
En octubre de 2020, Haechan participó del proyecto NCT 2020, formando parte del álbum Resonance Pt.1 y Resonance Pt.2, así como también del sencillo Resonance.
En noviembre de 2021, SM Entertainment anunció el proyecto NCT 2021, contando con la participación de Haechan.

## Filmografía

### Programas de televisión
| Año  | Título            | Canal                | Notas                                            |
| ---- | ----------------- | -------------------- | ------------------------------------------------ |
| 2014 | EXO 90:2014       | Mnet                 | Miembro de SM Rookies                            |
| 2015 | Mickey Mouse Club | Disney Channel Korea | Miembro del elenco                               |
| 2017 | M Countdown       | Mnet                 | MC invitado el 7 de septiembre (con Jeno)        |
| 2018 | M Countdown       | Mnet                 | MC invitado el 31 de mayo (con Doyoung)          |
| 2020 | Idol On Quiz      | KBS2                 | invitado (junto con Doyoung, Jungwoo y Chenle)   |
| 2020 | Music Bank        | KBS                  | MC invitado el 5 de junio (junto a Taeyong)      |
| 2020 | Weekly Idol       | MBC TV               | MC invitado el 23 de septiembre (junto a Johnny) |